# 桃姐與我
《桃姐與我》是香港电影人李恩霖于2012年发表的一本传记书籍，主要内容是桃姐与他本人和他家人间的真实历史往事作者写道「撰寫這本書猶如照鏡子，回顧昔日的自己，藉此檢視過往得失，亦希望將這些經驗與讀者分享。」

## 内容
詳盡地描述了桃姐一生中每個階段的每個細節，也提及了他的家人與桃姐之間亦主僕亦親人的關係。記載了桃姐從还在世時到離世後，作者幾十年來有血有汗、有笑有淚的心路歷程。

## 创作
《桃姐與我》中的“桃姐”，指的除了是“女傭”桃姐外，說的也是這部電影《桃姐》。書中記載了從桃姐還在生時到桃姐離世後，作者幾十年來的心路歷程，有血有汗、有笑有淚。作者表示「撰寫這本書猶如照鏡子，回顧昔日的自己，藉此檢視過往得失，亦希望將這些經驗與讀者分享」。